# Lemnien

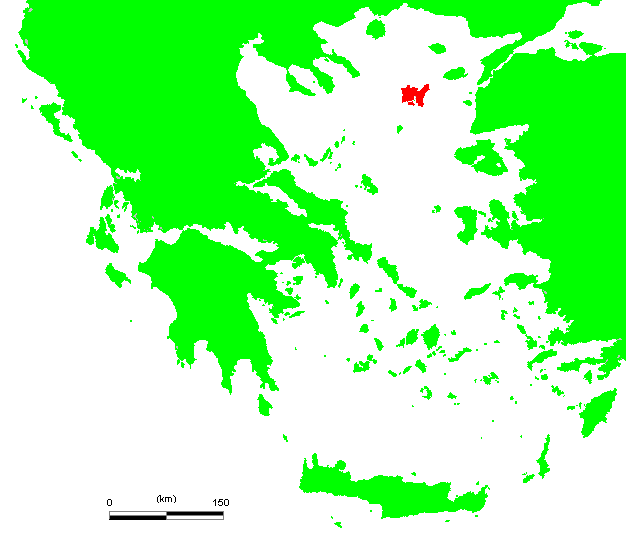
Localisation de Lemnos.

Le lemnien est une langue du VIe siècle av. J.-C. non indo-européenne parlée sur l'île de Lemnos, située dans le nord-ouest de la mer Égée. Certains la rattachent à la famille hypothétique des langues tyrséniennes.

## Histoire
L'existence de la langue de Lemnos est principalement attestée par une inscription de trente-trois mots trouvée sur une stèle funéraire dite stèle de Lemnos, découverte en 1885 près de Caminia. Toutefois, des fragments d'inscriptions sur poterie locale retrouvés en 1928 montrent que la langue était parlée et écrite par la communauté vivant sur l'île.
Lors des campagnes de fouilles du théâtre hellénistique d'Efestia en 2005/2006, un bloc portant une inscription archaïque a été signalée. Elle est rédigée en quatre mots sur deux lignes dans le même alphabet que celui de la Stèle de Lemnos.
La langue de Lemnos est reconnue par les linguistes  comme étant étroitement liée à la langue étrusque, avec par exemple deux lettres différentes pour noter le phonème sifflant comme en étrusque et à la différence du grec. Une autre similitude phonologique remarquée par les linguistes est l'unicité de notation de la voyelle d'arrière des mots, O en lemnien, dépourvu de notation pour U, et U en étrusque, qui ignore la lettre O dans son alphabet.
Après la conquête de l'île par les Athéniens vers 510 av. J.-C., la langue de Lemnos a été remplacée par le grec attique.

## Système d'écriture
Les inscriptions sont dans un alphabet similaire à celui de la langue étrusque. Les inscriptions phrygiennes les plus anciennes sont toutes issues des scripts d'Eubée (alphabets grecs archaïques).

## Classification
La corrélation entre la langue de Lemnos avec celle des Étrusques et celle parlée en Rhétie a amené la proposition d'une famille commune. Des relations étroites dans le lexique et la grammaire contribuent à cette hypothèse récente (proposée en 1998).
On trouve par exemple deux cas uniques de datif dans l'étrusque et la langue de Lemnos de type I *- SI et de type II *- ale, existant à la fois sur la stèle de Lemnos (Hulaie-Si « pour Hulaie », Φukiasi-ale « pour le phocéen ») et dans des inscriptions écrites en étrusque (Aule-si « Pour Aule » sur le cippe de Pérouse ainsi que l'inscription mi mulu Laris-ale Velχaina-si « J'ai été béni pour Laris Velchaina »).
Ils partagent également le génitif en *- s et d'un passé simple en *- AI (étrusque < -e> comme dans l'AME  « a été » (<* amai); Lemnos < -ai> comme dans šivai « vécut »).

## Voyelles
Comme l'étrusque, la langue de Lemnos semble avoir eu un système de quatre voyelles : i, e, a et u.

## La stèle de Lemnos

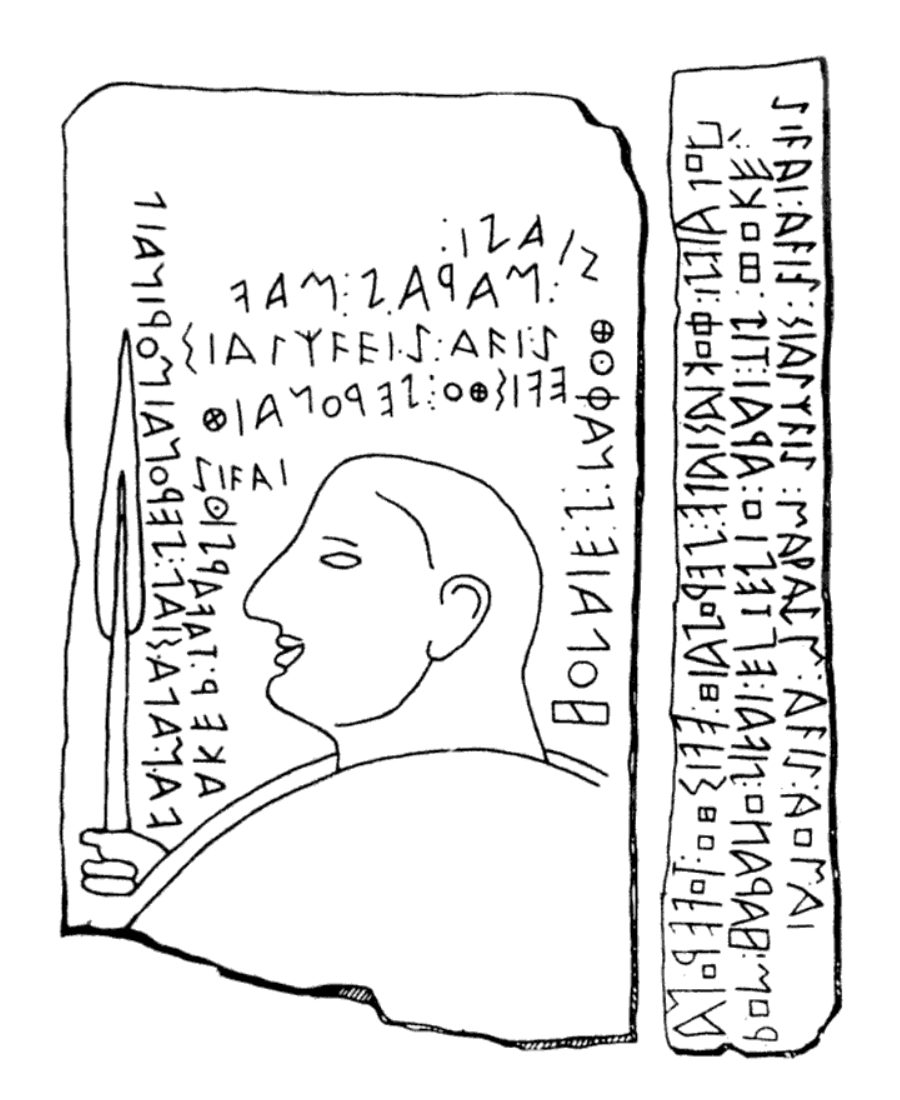
Dessin de la Stèle de Lemnos

La Stèle de Lemnos  est une pièce archéologique découverte en 1885 sur l'île de Lemnos datable du VIe siècle av. J.-C. conservée au Musée national archéologique d'Athènes et constituant le principal témoignage en faveur de la langue de Lemnos.

## Sources
- (en) Cet article est partiellement ou en totalité issu de l’article de Wikipédia en anglais intitulé « Lemnian language » (voir la liste des auteurs).